# Myopa morio
Myopa morio är en tvåvingeart som beskrevs av Johann Wilhelm Meigen 1804. Myopa morio ingår i släktet Myopa och familjen stekelflugor. Inga underarter finns listade i Catalogue of Life.